# Cacopsylla brevistigmata
Cacopsylla brevistigmata är en insektsart som först beskrevs av Patch 1912.  Cacopsylla brevistigmata ingår i släktet Cacopsylla och familjen rundbladloppor. Inga underarter finns listade i Catalogue of Life.